# Kim Min-seok (acteur)
Pour les articles homonymes, voir Kim Min-seok.
Dans ce nom coréen, le nom de famille, Kim, précède le nom personnel.
Kim Min-seok, né le 24 janvier 1990 à Pusan, est un acteur sud-coréen. Il est connu pour avoir incarné le personnage de Kim Gi-beom dans la série télévisée Descendants of the Sun en 2016. La même année, il remporte le prix du meilleur nouvel acteur grâce à la série Doctor Crush, aux Baeksang Arts Awards. 

## Filmographie

### Cinéma
- 2013 : Moebius : Voyou n°1
- 2017 : A Special Lady : Joo-hwan
- 2018 : Monstrum
- 2019 : The Clowns : Pal-poong

### Séries télévisées
- 2012 : Shut Up Flower Boy Band : Seo Kyung-jong
- 2014 : Aftermath : Jo In-ho
- 2014 : Hi! School : Love On : Park Byung-wook
- 2015 : Who Are You : School 2015 : Min-suk
- 2015-2016 : Imaginary Cat : Yook Hae-gong
- 2016 : Descendants of the Sun : Kim Gi-beom
- 2016 : Doctor Crush : Choi Kang-soo
- 2017 : Innocent Defendant : Lee Sung-gyu
- 2017 : Hello, My Twenties! : Seo Jang-hoon (saison 2)
- 2017 : Because This Is My First Life : Sim Won-seok
- 2018 : The Beauty Inside : Han Se-gye (Cameo)
- 2018 : Drama Special - Almost Touching : Kang Seong-chan
- 2018 : Heart Surgeons : Un chirurgien (Cameo)
- 2020 : Lovestruck in the city : Choi Kyeong-jun
- 2020 : Start-Up
- 2024 : Mr. Plankton : Larbin